# Antje Damm
Antje Damm (* 1965 in Wiesbaden) ist eine deutsche Autorin und Illustratorin, die im mittelhessischen Fernwald lebt.

## Leben
Antje Damm studierte Architektur in Darmstadt und Florenz, lebte dann als freie Architektin in Berlin und Nürnberg und zog später in die Nähe von Gießen. Durch ihre ersten beiden Kinder fing sie an, Bücher zu schreiben. Inzwischen hat sie vier Kinder.

## Werk
Ihr Buch Räuberkinder wurde 2009 in der Sparte Bilderbuch für den Deutschen Jugendliteraturpreis nominiert. Die Begründung der Jury war, dass sich auf dem Markt der Pappbilderbücher selten ein so „originelles wie freches Buch wie Antje Damms Räuberkinder“ finde. Sie präsentiere „kein weiteres Bild vom Kind, wie Erwachsene es sich wünschen, sondern erzählt aus der Perspektive der Kleinsten vom Spaß am Chaos.“ 2018 wurde ihr Buch The Visitor von der The New York Times und der New York Public Library unter die zehn besten illustrierten Kinderbücher gewählt.
2019 wurde ihr Buch Was wird aus uns? in der Sparte Sachbuch für den Deutschen Jugendliteraturpreis nominiert.

## Auszeichnungen (Auswahl)
- 2007: Kinderbuch-Couch-Star für Alle Zeit der Welt
- 2006: Eule des Monats Mai (Bulletin Jugend & Literatur) für Was ist das?
- 2008: Empfehlung des Katholischen Kinder- und Jugendbuchpreises für Alle Zeit der Welt[7]
- 2008: Empfehlungsliste des Illustrationspreises für Kinder- und Jugendbücher des GEP (Gemeinschaftswerk der Evangelischen Publizistik) für Alle Zeit der Welt
- 2009: Nominierung für den Deutschen Jugendliteraturpreis für Räuberkinder[8]
- 2010: Kröte des Monats Januar, STUBE Wien für Nichts und wieder nichts[8]
- 2010: Empfehlungsliste des Illustrationspreises für Kinder- und Jugendbücher des GEP für Nichts und wieder nichts[8]
- 2012: Kinderbuchpreis des Landes Nordrhein-Westfalen für ihr Buch Hasenbrote[9]
- 2014: Empfehlungsliste Evangelischer Buchpreis für Clara und Bruno[10]
- 2015: Empfehlung des Katholischen Kinder- und Jugendbuchpreises für Echt wahr?[8]
- 2015: Leipziger Lesekompass 2015 für Der Besuch[8]
- 2016: Leipziger Lesekompass 2016 für Petersilie[8]
- 2017: Troisdorfer Bilderbuchpreis (2. Platz) für Der Besuch[8]
- 2017: Prix Chronos 2017 für Petersilie[8]
- 2018: „The ten 2018 New York Times/New York Public Library best illustrated children’s books“ für The Visitor[6]
- 2019: Empfehlungsliste des Katholischen Kinder- und Jugendbuchpreises für Was wird aus uns?[8]
- 2019: Nominierung für den Deutschen Jugendliteraturpreis für Was wird aus uns?[8]
- 2020: Der Lesekompass 2020 für Der Wolf und die Fliege[8]
- 2020: Die schönsten deutschen Bücher, Stiftung Buchkunst, für Jeder Tag ist Ida Tag[8]
- 2021: The White Ravens für Füchslein in der Kiste[8]
- 2023: Nominierung Deutsch-Französischer Jugendliteraturpreis für Ahhh![11]

## Werke
- Käfers Reise. Pro Juventute, Zürich 2000, ISBN 3-7152-0429-X.
- Siehst du Gespenster? Atlantis/Pro Juventute, Zürich 2001, ISBN 3-7152-0448-6.
- Mäuseschmaus. Pro Juventute, Zürich 2001, ISBN 978-3-7152-0441-3.
- Frag mich! Moritz Verlag, Frankfurt 2002, überarbeitete Neuausgabe 2023, ISBN 978-3-89565-440-4.
- Ist 7 viel? 44 Fragen für viele Antworten. Moritz Verlag, Frankfurt 2003, ISBN 3-89565-147-8.
- Piratenurlaub. Atlantis/Pro Juventute, Zürich 2003, ISBN 3-7152-0478-8.
- Was ist das? Gerstenberg Verlag, Hildesheim 2006, ISBN 3-8369-5231-9.
- Fledolin verkehrtherum. Gerstenberg Verlag, Hildesheim 2006, ISBN 3-8067-5130-7.
- Alle Zeit der Welt. Moritz Verlag, Frankfurt 2007, ISBN 978-3-89565-183-0.
- Räuberkinder. Gerstenberg Verlag, Hildesheim 2008, ISBN 978-3-8369-5191-3.
- Nichts und wieder nichts. Moritz Verlag, Frankfurt 2009, ISBN 978-3-89565-211-0.
- Kindskopf. Gerstenberg Verlag, Hildesheim 2011, ISBN 978-3-8369-5331-3.
- Regenwurmtage. Moritz Verlag, Frankfurt 2011, ISBN 978-3-89565-233-2.
- Hasenbrote. Moritz Verlag, Frankfurt 2012, ISBN 978-3-89565-243-1.
- Kiki. Carl Hanser Verlag, Frankfurt 2012, ISBN 978-3-446-24006-3.
- Versteckt! Entdeckt? Gerstenberg Verlag, Hildesheim 2013.
- Clara und Bruno. Ueberreuter, Berlin 2013, ISBN 978-3-7641-3000-8.
- Echt wahr? Moritz Verlag, Frankfurt 2014, ISBN 978-3-89565-286-8.
- Der Besuch. Moritz Verlag, Frankfurt 2015, ISBN 978-3-89565-295-0.
- Kleines Afrika. Tulipan Verlag, Frankfurt 2015, ISBN 978-3-86429-274-3.
- Hat Jesus Fußball gespielt? Moritz Verlag, Frankfurt 2016, ISBN 978-3-89565-318-6.
- PeterSilie. Tulipan Verlag, 2016, ISBN 978-3-86429-253-8.
- Warten auf Goliath. Moritz Verlag, Frankfurt, 2016, ISBN 978-3-89565-332-2.
- Schlaf, Kater schlaf! Gerstenberg Verlag, Hildesheim 2017, ISBN 978-3-8369-5965-0.
- Elviras Vogel. Tulipan Verlag, München 2017, ISBN 978-3-86429-340-5.
- Plötzlich war Lysander da. Moritz Verlag, Frankfurt 2017, ISBN 978-3-89565-344-5.
- Was wird aus uns? Moritz Verlag, Frankfurt 2018, ISBN 978-3-89565-356-8.
- The Visitor. Gecko Press, Wellington 2018, ISBN 978-1-77657-189-5.
- Der Wolf und die Fliege. Moritz Verlag, Frankfurt 2019, ISBN 978-3-89565-367-4.
- Jeder Tag ist Ida-Tag. Moritz Verlag, Frankfurt 2019, ISBN 978-3-89565-383-4.
- Füchslein in der Kiste. Moritz Verlag, Frankfurt 2020, ISBN 978-3-89565-399-5.
- Die Wette. Moritz Verlag, Frankfurt 2021, ISBN 978-3-89565-404-6.
- Teddy ist weg! Moritz Verlag, Frankfurt 2021, ISBN 978-3-89565-411-4.
- Der Besuch. Mehrsprachiges Bildkartenset, Moritz Verlag, Frankfurt 2022, ISBN 978-3-89565-385-8.
- Ahhh! Tulipan Verlag, München 2022, ISBN 978-3-86429-575-1.
- Pizzakatze. Peter Hammer Verlag, Wuppertal 2023, Text Will Gmehling, ISBN 978-3-7795-0696-6.
- Was passiert denn da? Gerstenberg Verlag, Hildesheim 2023, ISBN 978-3-8369-6194-3.
- Das Nori sagt Nein!  Moritz Verlag, Frankfurt 2024, ISBN 978-3-89565-462-6